# FIBA AmeriCup de 2025
La FIBA AmeriCup de 2025, también conocida como la Copa de las Américas o la Copa de la FIBA Américas, será la 20.ª edición del torneo internacional de baloncesto más importante del continente americano a nivel de selecciones, anteriormente conocido como Campeonato FIBA Américas. 
Está previsto que se lleve a cabo del 22 al 31 de agosto de 2025 en el Polideportivo Alexis Argüello de la ciudad de Managua, capital de Nicaragua. Será la primera vez que Nicaragua sea sede del evento, y en consecuencia también será la primera vez que la selección de ese país disputará el máximo campeonato continental al clasificarse automáticamente como anfitrión.

## Formato de competición
El torneo se disputa en dos rondas. En la primera fase de grupos, los doce equipos participantes se distribuyen en tres grupos (A, B y C) de cuatro equipos cada uno. Los equipos juegan, en un sistema de todos contra todos, una vez contra cada oponente del grupo. Al finalizar esta fase, los dos mejores equipos de cada grupo más los dos mejores terceros clasifican a los cuartos de final. La fase final es por eliminación directa a un único juego. Los cuatro ganadores en cuartos de final avanzan a semifinales, de las cuales sus perdedores disputan el partido por el tercer puesto, mientras que los ganadores juegan la final.

## Equipos participantes

Equipos clasificados para la AmeriCup 2025
Equipos que no lograron clasificarse
No participó

El proceso de clasificación comenzó con el preclasificatorio, que se llevó a cabo entre febrero y mayo de 2023. Los cuatro mejores equipos avanzaron a los clasificatorios, uniéndose a los 12 equipos de la segunda fase de los clasificatorios para el Mundial 2023.
Los 16 equipos de las eliminatorias se dividieron en 4 grupos de 4 equipos, disputando partidos en formato local y visitante, en tres ventanas: febrero de 2024, noviembre de 2024 y febrero de 2025. Los tres mejores de cada grupo se clasificaron para el torneo. El anfitrión, Nicaragua, clasificó automáticamente por lo que en su grupo clasificaron por resultados los dos mejores. Mientras que los peores ubicados de cada grupo se unieron a los 4 mejores equipos de la División B para buscar el ascenso a la División A, en un torneo que se disputó en julio de 2025.

### Equipos clasificados
Diez de los doce equipos clasificados ya disputaron el torneo en la última edición de Brasil 2022, incluyendo a los vigentes campeón y subcampeón Argentina y Brasil, y al máximo ganador histórico Estados Unidos. Nicaragua, la nación anfitriona, hará su debut en este torneo, mientras que Bahamas volverá a disputar un torneo continental luego de 30 años, siendo su única aparición previa en 1995. Por su parte, México, campeón en 2013, falló en clasificarse.
| Equipo               | Método de clasificación            | Fecha de clasificación  | Participaciones | Última participación | Mejor presentación                               |
| -------------------- | ---------------------------------- | ----------------------- | --------------- | -------------------- | ------------------------------------------------ |
| Nicaragua            | Anfitrión                          | —                       | —               | —                    | —                                                |
| Brasil               | Entre los tres mejores del Grupo B | 24 de noviembre de 2024 | 19              | 2022                 | 1.º en 1984, 1988, 2005 y 2009                   |
| Uruguay              | Entre los tres mejores del Grupo B | 24 de noviembre de 2024 | 18              | 2022                 | 2.º en 1984                                      |
| Argentina            | Entre los tres mejores del Grupo A | 20 de febrero de 2025   | 19              | 2022                 | 1.º en 2001, 2011 y 2022                         |
| Colombia             | Entre los tres mejores del Grupo A | 20 de febrero de 2025   | 2               | 2022                 | 9.º en 2022                                      |
| Estados Unidos       | Entre los tres mejores del Grupo D | 20 de febrero de 2025   | 11              | 2022                 | 1.º en 1992, 1993, 1997, 1999, 2003, 2007 y 2017 |
| Panamá               | Entre los tres mejores del Grupo B | 21 de febrero de 2025   | 13              | 2022                 | 4.º en 1984                                      |
| Venezuela            | Entre los tres mejores del Grupo A | 23 de febrero de 2025   | 17              | 2022                 | 1.º en 2015                                      |
| Bahamas              | Entre los tres mejores del Grupo D | 23 de febrero de 2025   | 1               | 1995                 | 8.º en 1995                                      |
| Puerto Rico          | Entre los tres mejores del Grupo D | 23 de febrero de 2025   | 19              | 2022                 | 1.º en 1980, 1989 y 1995                         |
| Canadá               | Entre los dos mejores del Grupo C  | 24 de febrero de 2025   | 19              | 2022                 | 2.º en 1980 y 1999                               |
| República Dominicana | Entre los dos mejores del Grupo C  | 24 de febrero de 2025   | 14              | 2022                 | 3.º en 2011                                      |

### Sorteo de grupos
El sorteo del torneo se llevó a cabo en Miami, Estados Unidos el 26 de marzo de 2025 y contó con la presencia de los exjugadores Tim Hardaway, Andrés Pelussi, Gary Forbes, Joel Anthony, Omar Quintero y Greivis Vásquez.
El armado de los bombos para el sorteo se realizó de acuerdo al Ranking Mundial FIBA del día 25 de febrero de 2025. En función de eso, los cabezas de serie fueron Nicaragua (por ser país anfitrión), Estados Unidos y Canadá. Argentina, campeón vigente, estuvo en el bombo 2.
| Equipo                | Pos |
| --------------------- | --- |
| Nicaragua (anfitrión) | 79  |
| Estados Unidos        | 1   |
| Canadá                | 6   |

| Equipo      | Pos |
| ----------- | --- |
| Argentina   | 8   |
| Brasil      | 12  |
| Puerto Rico | 15  |

| Equipo               | Pos |
| -------------------- | --- |
| República Dominicana | 18  |
| Venezuela            | 25  |
| Uruguay              | 51  |

| Equipo   | Pos |
| -------- | --- |
| Bahamas  | 52  |
| Colombia | 55  |
| Panamá   | 57  |

Una vez realizado el sorteo, los grupos quedaron conformados de la siguiente manera:
| Grupo A        | Grupo B     | Grupo C              |
| -------------- | ----------- | -------------------- |
| Estados Unidos | Panamá      | República Dominicana |
| Brasil         | Venezuela   | Nicaragua            |
| Uruguay        | Canadá      | Argentina            |
| Bahamas        | Puerto Rico | Colombia             |

## Fase de grupos

### Grupo A
| Pos. | Equipo         | PJ | G | P | PF | PC | DP | Pts | Clasificación            |
| ---- | -------------- | -- | - | - | -- | -- | -- | --- | ------------------------ |
| 1    | Estados Unidos | 0  | 0 | 0 | 0  | 0  | 0  | 0   | Cuartos de final         |
| 2    | Brasil         | 0  | 0 | 0 | 0  | 0  | 0  | 0   | Cuartos de final         |
| 3    | Uruguay        | 0  | 0 | 0 | 0  | 0  | 0  | 0   | Posible cuartos de final |
| 4    | Bahamas        | 0  | 0 | 0 | 0  | 0  | 0  | 0   |                          |

 Fuente: FIBA
Criterios de clasificación: 1) Puntos; 2) Resultados cara a cara; 3) Diferencia de puntos; 4) Puntos anotados.
| 23 de agosto | Estados Unidos | vs.     | Bahamas | Managua                                 |  |
|              |                |         |         |                                         |  |
|              |                | Reporte |         | Pabellón: Polideportivo Alexis Argüello |  |

| 23 de agosto | Brasil | vs.     | Uruguay | Managua                                 |  |
|              |        |         |         |                                         |  |
|              |        | Reporte |         | Pabellón: Polideportivo Alexis Argüello |  |

| 24 de agosto | Uruguay | vs.     | Estados Unidos | Managua                                 |  |
|              |         |         |                |                                         |  |
|              |         | Reporte |                | Pabellón: Polideportivo Alexis Argüello |  |

| 24 de agosto | Bahamas | vs.     | Brasil | Managua                                 |  |
|              |         |         |        |                                         |  |
|              |         | Reporte |        | Pabellón: Polideportivo Alexis Argüello |  |

| 26 de agosto | Estados Unidos | vs.     | Brasil | Managua                                 |  |
|              |                |         |        |                                         |  |
|              |                | Reporte |        | Pabellón: Polideportivo Alexis Argüello |  |

| 26 de agosto | Uruguay | vs.     | Bahamas | Managua                                 |  |
|              |         |         |         |                                         |  |
|              |         | Reporte |         | Pabellón: Polideportivo Alexis Argüello |  |

### Grupo B
| Pos. | Equipo      | PJ | G | P | PF | PC | DP | Pts | Clasificación            |
| ---- | ----------- | -- | - | - | -- | -- | -- | --- | ------------------------ |
| 1    | Panamá      | 0  | 0 | 0 | 0  | 0  | 0  | 0   | Cuartos de final         |
| 2    | Venezuela   | 0  | 0 | 0 | 0  | 0  | 0  | 0   | Cuartos de final         |
| 3    | Canadá      | 0  | 0 | 0 | 0  | 0  | 0  | 0   | Posible cuartos de final |
| 4    | Puerto Rico | 0  | 0 | 0 | 0  | 0  | 0  | 0   |                          |

 Fuente: FIBA
Criterios de clasificación: 1) Puntos; 2) Resultados cara a cara; 3) Diferencia de puntos; 4) Puntos anotados.
| 22 de agosto | Panamá | vs.     | Puerto Rico | Managua                                 |  |
|              |        |         |             |                                         |  |
|              |        | Reporte |             | Pabellón: Polideportivo Alexis Argüello |  |

| 22 de agosto | Venezuela | vs.     | Canadá | Managua                                 |  |
|              |           |         |        |                                         |  |
|              |           | Reporte |        | Pabellón: Polideportivo Alexis Argüello |  |

| 23 de agosto | Canadá | vs.     | Panamá | Managua                                 |  |
|              |        |         |        |                                         |  |
|              |        | Reporte |        | Pabellón: Polideportivo Alexis Argüello |  |

| 23 de agosto | Puerto Rico | vs.     | Venezuela | Managua                                 |  |
|              |             |         |           |                                         |  |
|              |             | Reporte |           | Pabellón: Polideportivo Alexis Argüello |  |

| 25 de agosto | Panamá | vs.     | Venezuela | Managua                                 |  |
|              |        |         |           |                                         |  |
|              |        | Reporte |           | Pabellón: Polideportivo Alexis Argüello |  |

| 25 de agosto | Canadá | vs.     | Puerto Rico | Managua                                 |  |
|              |        |         |             |                                         |  |
|              |        | Reporte |             | Pabellón: Polideportivo Alexis Argüello |  |

### Grupo C
| Pos. | Equipo               | PJ | G | P | PF | PC | DP | Pts | Clasificación            |
| ---- | -------------------- | -- | - | - | -- | -- | -- | --- | ------------------------ |
| 1    | República Dominicana | 0  | 0 | 0 | 0  | 0  | 0  | 0   | Cuartos de final         |
| 2    | Nicaragua (H)        | 0  | 0 | 0 | 0  | 0  | 0  | 0   | Cuartos de final         |
| 3    | Argentina            | 0  | 0 | 0 | 0  | 0  | 0  | 0   | Posible cuartos de final |
| 4    | Colombia             | 0  | 0 | 0 | 0  | 0  | 0  | 0   |                          |

 Fuente: FIBA
Criterios de clasificación: 1) Puntos; 2) Resultados cara a cara; 3) Diferencia de puntos; 4) Puntos anotados.
| 22 de agosto | República Dominicana | vs.     | Colombia | Managua                                 |  |
|              |                      |         |          |                                         |  |
|              |                      | Reporte |          | Pabellón: Polideportivo Alexis Argüello |  |

| 22 de agosto | Nicaragua | vs.     | Argentina | Managua                                 |  |
|              |           |         |           |                                         |  |
|              |           | Reporte |           | Pabellón: Polideportivo Alexis Argüello |  |

| 24 de agosto | Argentina | vs.     | República Dominicana | Managua                                 |  |
|              |           |         |                      |                                         |  |
|              |           | Reporte |                      | Pabellón: Polideportivo Alexis Argüello |  |

| 24 de agosto | Colombia | vs.     | Nicaragua | Managua                                 |  |
|              |          |         |           |                                         |  |
|              |          | Reporte |           | Pabellón: Polideportivo Alexis Argüello |  |

| 25 de agosto | República Dominicana | vs.     | Nicaragua | Managua                                 |  |
|              |                      |         |           |                                         |  |
|              |                      | Reporte |           | Pabellón: Polideportivo Alexis Argüello |  |

| 25 de agosto | Argentina | vs.     | Colombia | Managua                                 |  |
|              |           |         |          |                                         |  |
|              |           | Reporte |          | Pabellón: Polideportivo Alexis Argüello |  |

### Posición de los terceros equipos
| Pos. | Grp | Equipo | PJ | G | P | PF | PC | DP | Pts | Clasificación    |
| ---- | --- | ------ | -- | - | - | -- | -- | -- | --- | ---------------- |
| 1    | A   | A3     | 0  | 0 | 0 | 0  | 0  | 0  | 0   | Cuartos de final |
| 2    | B   | B3     | 0  | 0 | 0 | 0  | 0  | 0  | 0   | Cuartos de final |
| 3    | C   | C3     | 0  | 0 | 0 | 0  | 0  | 0  | 0   |                  |

 Fuente: FIBA

## Fase eliminatoria
Para los emparejamientos de cuartos de final, los equipos clasificados serán posicionados del 1 al 8 basándose en los resultados de la fase preliminar de grupos.
|  | Cuartos de final | Cuartos de final | Cuartos de final |  |  | Semifinales  | Semifinales   | Semifinales  |  |  | Final        | Final        | Final        |  |
|  | 28 de agosto     | 28 de agosto     | 28 de agosto     |  |  | 30 de agosto | 30 de agosto  | 30 de agosto |  |  | 31 de agosto | 31 de agosto | 31 de agosto |  |
|  |                  |                  |                  |  |  |              |               |              |  |  |              |              |              |  |
|  |                  |                  |                  |  |  |              |               |              |  |  |              |              |              |  |
|  | 1                |                  |                  |  |  |              |               |              |  |  |              |              |              |  |
|  |                  |                  |                  |  |  |              |               |              |  |  |              |              |              |  |
|  | 8                |                  |                  |  |  |              |               |              |  |  |              |              |              |  |
|  |                  |                  |                  |  |  |              |               |              |  |  |              |              |              |  |
|  |                  |                  |                  |  |  |              |               |              |  |  |              |              |              |  |
|  |                  |                  |                  |  |  |              |               |              |  |  |              |              |              |  |
|  | 4                |                  |                  |  |  |              |               |              |  |  |              |              |              |  |
|  |                  |                  |                  |  |  |              |               |              |  |  |              |              |              |  |
|  | 5                |                  |                  |  |  |              |               |              |  |  |              |              |              |  |
|  |                  |                  |                  |  |  |              |               |              |  |  |              |              |              |  |
|  |                  |                  |                  |  |  |              |               |              |  |  |              |              |              |  |
|  |                  |                  |                  |  |  |              |               |              |  |  |              |              |              |  |
|  | 2                |                  |                  |  |  |              |               |              |  |  |              |              |              |  |
|  |                  |                  |                  |  |  |              |               |              |  |  |              |              |              |  |
|  | 7                |                  |                  |  |  |              |               |              |  |  |              |              |              |  |
|  |                  |                  |                  |  |  |              | Tercer puesto |              |  |  |              |              |              |  |
|  |                  |                  |                  |  |  |              |               |              |  |  |              |              |              |  |
|  |                  |                  |                  |  |  |              |               |              |  |  |              |              |              |  |
|  | 3                |                  |                  |  |  |              |               |              |  |  |              |              |              |  |
|  |                  |                  |                  |  |  |              |               |              |  |  |              |              |              |  |
|  | 6                |                  |                  |  |  |              |               |              |  |  |              |              |              |  |
|  |                  |                  |                  |  |  |              |               |              |  |  |              |              |              |  |
|  |                  |                  |                  |  |  |              |               |              |  |  |              |              |              |  |

### Cuartos de final
| 28 de agosto | #1 | vs. | #8 | Managua                                 |
|              |    |     |    |                                         |
|              |    |     |    | Pabellón: Polideportivo Alexis Argüello |

| 28 de agosto | #4 | vs. | #5 | Managua                                 |
|              |    |     |    |                                         |
|              |    |     |    | Pabellón: Polideportivo Alexis Argüello |

| 28 de agosto | #2 | vs. | #7 | Managua                                 |
|              |    |     |    |                                         |
|              |    |     |    | Pabellón: Polideportivo Alexis Argüello |

| 28 de agosto | #3 | vs. | #6 | Managua                                 |
|              |    |     |    |                                         |
|              |    |     |    | Pabellón: Polideportivo Alexis Argüello |

### Semifinales
| 30 de agosto | Ganador CF1 | vs. | Ganador CF2 | Managua                                 |
|              |             |     |             |                                         |
|              |             |     |             | Pabellón: Polideportivo Alexis Argüello |

| 30 de agosto | Ganador CF3 | vs. | Ganador CF4 | Managua                                 |
|              |             |     |             |                                         |
|              |             |     |             | Pabellón: Polideportivo Alexis Argüello |

### Tercer puesto
| 31 de agosto | Perdedor SF1 | vs. | Perdedor SF2 | Managua                                 |
|              |              |     |              |                                         |
|              |              |     |              | Pabellón: Polideportivo Alexis Argüello |

### Final
| 31 de agosto | Ganador SF1 | vs. | Ganador SF2 | Managua                                 |
|              |             |     |             |                                         |
|              |             |     |             | Pabellón: Polideportivo Alexis Argüello |